# Die Glücksmühle
Die Glücksmühle ist ein mit bescheidensten Mitteln hergestellter, österreichischer Film-Bauernschwank aus dem Jahre 1947 von Emmerich Hanus mit Thea Weis und Karl Skraup in den Hauptrollen. 

## Handlung
Zwei schon etwas betagte, unverheiratet gebliebene Geschwister, ein Mann und eine Frau, streiten sich um den ererbten Hof ihrer Eltern. Um die Schwester zu ärgern, kauft ihr Bruder aus dem Familienvermögen eine als wertlos angesehene Mühle, woraufhin die Schwester ihn zu entmündigen versucht. Doch sie scheitert mit ihrem Vorhaben, denn der Bruder hat es geschafft, diese Glücksmühle mit Profit wieder zu verkaufen. Als nächsten Akt kleiner Sticheleien gegen seine Schwester weist ihr Bruder eine monatliche Geldsendung zu einer angeblichen Tochter an, die jedoch nur einer schrulligen Idee entsprungen ist. Wider Erwarten kommen die Geldüberweisungen jedoch bei einer bestimmten jungen Dame an, die eines Tages vor der Tür der Erben steht. Wutschnaubend versucht die Schwester als letzten Akt der Verzweiflung ihren Bruder ins Jenseits zu befördern, scheitert aber auch mit diesem Unterfangen. Schließlich streicht die Alte die Segel, und zum kuriosen Schluss erhält die „erfundene“ Tochter Haus und Hof und darüber hinaus auch noch einen schmucken, jungen Ehemann.

## Produktionsnotizen
Die Glücksmühle, auch unter dem Zweittitel Das Erbe vom Mühlhof bekannt, war die erste Spielfilmproduktion der kleinen Produktionsfirma Belvedere-Film und entstand im firmeneigenen Wiener Atelier sowie mit Außenaufnahmen in Alt-Aussee. Der Film wurde am 9. Mai 1947 in der österreichischen Hauptstadt uraufgeführt, die deutsche Premiere fand am 15. Februar 1949 in Düsseldorf statt.
August Diglas übernahm die Produktionsleitung, Sepp Rothauer entwarf die Filmbauten.
Schauspielerveteran Wolfgang von Schwind stand hier das letzte Mal vor einer Filmkamera.